# جيسوس بورجس
جيسوس بورجس (بالإنجليزية: Jesus Burgess)‏ أحد شخصيات أنمي ومانغا ون بيس، وهو قائد السفينة الأولى لقراصنة اللحية السوداء، ويلقب بـ البطل ، وهو دائما يطلب من الناس مواجهته كي يعرفوا انه قوي، وقد كانت مكافأته قبل عامين 100.000.000 بيلي ولايعرف الحالية.

## مظهره
بورجس شخص لديه عضلات كبيرة بشكل غير طبيعي، وهو طويل القامة، واسع الصدر وواسع المنكبين، وهو نحيف من الاسفل أي لا يمتلك «كرش»، لذلك فالجزء العلوي من جسمه واسع والسفلي ضيق قليلا، شعره مجعد بنفسجي اللون وطويل قليلا يصل إلى كتفيه، ودائما يرتدي قناع بني داكن اللون مع زخارف باللون البرتقالي، والقناع يغطي الجزء العلوي من وجهه مع ظهور الانف والعينين، ويبدو انهم اعتمدوا في رسمه على المصارع لوتشادور في شكل جسمه والقناع من اصل مكسيكي.

و هو يرتدي قميصا أسود بلا اكمام وبنطال ابيض اللون مع شكشكة تصل إلى القاعدة، ويرتدي أيضا حاميات سوداء اللون على كوعيه كالتي يرتديها المصارعون، ويرتدي دائما حزام البطولة على خصره، الحزام الذي يرتديه المصارعون فقط بسبب فوزهم بمباريات كثيرة أو براعته الشديدة في المصارعة، ولا يعرف إذا كان إذا كان قد حصل على الحزام بسبب فوزه ببطولات المصارعة أو هو يرتديه فقط كأناقة
بعد سنتين نمت لحية بورجس لتصبح طويلة، وعضلاته أصبحت أكبر، وقد أصبح شعره اخف تجعدا مما كان عليه قبل عامين، وقد أصبح بورجس يرتدي الزي التقليدي للمصارعين من صنادل ومئزر، فضلا عن الحزام نفسه الذي كان يرتديه، وأيضا أًصبح يضع درع حديدي في ذراعه اليمنى وأيضا يوجد في كتفه درع ذهبي يحمي كتفه، وجميعها متصلة به عن طريق رباط على صدره، وأصبح يرتدي زوج من القفازات السود، وقد ارتدى مرة قناع على شكل كيس ورقي يغطي وجهه 

و بعدها عاد بورجس يرتدي الزي العادي تقريبا نفسه قبل عامين، ولكن أصبح يرتدي قميصا بلا اكمام بخطوط عمودية عليه تشبه قناعه، وهو يحمل حقيبة على ظهره لديها انماط فاكهة الشيطان.

## شخصيته
بورجس هو متوحش جدا مثل الغول، ويتحدث بصوت عالي جدا وبتعجرف، وهو يثق بنفسه بصفة مفرطة، كما أنه كان يصعد على المباني ويتحدى الناس لمواجهته في جايا، معلنا نفسه بأنه بطل، ويبدو انه يحب القتال كثيرا، ويحب اختبار مهاراته على أي شخص، وهو يتمتع بالخصوم الاقوياء، كما وجد مونكي دي لوفي يقاتل كورديدا كولوسيوم

و قد كان لديه طابع أكثر جدية من بقية الطاقم، كما أنه قد وبخ مارشال دي تيتش لأنه ضحك عندما خسروا قراصنة قبعة القش، ولكن بعدها بدى وانه أصبح مسترخي جدا وذلك عندما رأى مونكي دي لوفي في الممرات في الكوريدا كولسيوم وترك الحديث لقائده

حتى وقت متأخر من أحداث ديريسروزا، قد أظهر بورجس عقلية انتهازية بدون رحمة، وقد كان مستعد لأستغلال ضعف لوفي وقتله وأخذ فاكهة الشيطان، على الرغم من ان لوفي كان أفضل شخص للتخلص من دوفلامنجو، وأيضا ظهر ذلك عندما حاول قتل سابو للحصول على فاكهة ميرا ميرا نومي عندما تدخل لمنع قتل لوفي، معتبرا نفسه بأنه الاحق في أخذ الفاكهة

وفقا لفسه فهو يحب الطوف بالطاقم

ضحكة بورجس الخاصة هي «وييهاهاهاها».

## قوته وقدراته
بورجس يمتلك قوة بدنية لا تصدق، ظهر ذلك عندما قام بحمل فندق كامل ورميه على بورتغاس دي إيس عبر مسافة حين قفز عالية ورماه، وهو يمتلك قوة ساق هائلة جدا، كما أنه قفز عالية في قصر دريسروزا للوصول إلى المستوى دون الصفر، وقد تمكن من هزيمة كل المنافسين في مدينة موك تاون بكل سهولة، وفاز بA بلوك في كوريدا الكولسيوم في ثواني فقط دون أي خدش، وبعد مدة أصبح هو قائد السفينة الأولى من قراصنة مارشال دي تيتش أو اللحية السوداء، ويمتلك قدرة على تحمل الالم بشكل لا يصدق، كما رأينى عندما تلقى ضربة مباشرة من اليونيكو الخارق إدوارد نيوجيت، وكذلك تلقى الهزة الأرضية من قبل إدميرال الأسطول سينجوكو على نموذج بوذا وايضا تلقى لكمة من نائب الادميرال مونكي دي جارب، دون أن يعاني الكثير من الضرر

على الرغم من حجمه الكبير، قد أظهر بورجس سرعة جيدة، كما أنه كان قادرا على الوصول إلى لوفي بسرعة جيدة جدا، وقد حاول هزيمة لوفي، وهو قادر على سرقة قدرات فاكهة الشيطان من الآخرين بقوة غير معروفة

و بعد فترة قصيرة من كوريدا الكولسيوم أصبح أغلب المصارعين يخافون منه ويخشوه، وهو أحد أقوى قراصنة اليونيكو أحد الأباطرة الأربعة مارشال دي تيتش.

### أسلحته
خلال حرب المارينفورد، أسنخدم بورجس مسدسان لقتاله مع إدوارد نيوجيت 

و عندما حاول بورجس قتل لوفي في نهاية أحداث دريسروزا حاول قتله مستخدما خنجر ضخم.

### الهاكي
أظهر بورجس الهاكي الخاص به وهو هاكي التصلب عندما تصلب جسمه لكي يصد هجمة سابو في جولة كوريدا الكولسيوم النهائية، ومع ذلك لم يكن هاكيه قوي بما فيكه الكفاية لصد هجمة سابو التي كانت قادرة على تحطيم الاسلحة.

### هجماته
كوع الهادو (و هذا يعني حرفيا حركة الكوع الموجية) وهي هجمة بورجس بكوعه تسبب صدمات قوية ومؤثرة، وقد ظهرت أول مرة في الجولة النهائية من كوريدا الكولسيوم ضد السمك المقاتل، وأثرها يأثير بعيدا، وقد وصلت الموجة للجمهور مما سبب دمار هائل، وفي الانمي ذراعه يهتز قبل توجيه هذه الصدمة الهائلة

وهق جاليون (و هذا يعني حرفيا قادر على إغراق سفينة حربية ضخمة) بورجس يقوم بأرجحة ذراع خصمه مما يؤدي إلى حدوث موجات أرضية قوية قد تسقط المباني، وقد أستخدها أول مرة ضد سابو.

## تاريخه
في إحدى الفترات عندما انضم بورجس إلى اللحية السوداء قاموا بمهاجمة جزيرة الطبل وأجبروا الملك الجبان وابل على الهرب.

### أحداث جايا
ظهر بورجس أول مرة في جايا عندما قام بضرب رجل ما وأسقطه، وقد قال رجل آخر بأنه قام بضرب أحد أفراد طاقم القرصان الجلاد روشيو، وفي وقت لاحق بعد أن ساعد لوفي دي أو سي كيو على المشي رأى بورجس وهو يصرخ ويبحث عن متحدي فوق المباني

و بعد أن تمت هزيمة بيلامي بضربة واحدة من لوفي، أجتمع الطاقم وسئل عن عدم وجود لافيت معهم لأنه كان ذاهب للبحرية، وقد تدمرت مجموعة الخشب التي كانوا يبحرون عليها بسبب مد البحر العملاق ولم يتمكنوا من لحاق قبعة القش.

### أحداث جزيرة بانورا
بعد أن قام فان أوغر بمهاجمة بورتغاس دي إيس ورد له إيس، قام بورجس بسرعة ورمى مبنى كامل على إيس ولكن صدها إيس بسهولة، وبعدها تعرض بورجس لضرب ناري من إيس وطلب تيتش من طاقمه أن يهربوا ويختبأوا، وقد قام بورجس بسحب دي أو سي كيو المريض وحصانه سترونغر، وهربوا وبدأوا يشاهدون المعركة من بعيد بين إيس وتيتش.

### أحداث الإنمبل داون
وصل بورجس إلى الإمبل داون بشكل غير متوقع مع بيقة الطاقم وتيتش 

و تم تبادل بعض الكلمات مع الجيش الشامل لاختراق الامبل داون، ولكن تم القبض على بورجس وبقية الطاقم من قبل ضربة الهايدرا السامة من قبل ماجيلان بسهولة تامة، ولكن في قوت لاحق يتمكن الطاقم من الهرب بعد أن ساعدهم رئيس الحرس شيليو الذي قبل ان يصبح عضو في الطاقم.

### أحداث المارينفورد
قد اكن بورجس جنبا إلى جنب مع بقية طاقم القراصنة وتيتش يشاهدوا منصة الإعدام ويترقبون اعدام إيس، وقد قاموا جميعا بمهاجمة اللحية البيضاء وقام بورجس باستخدام مسدسان لقتله

و بعد موت اللحية البيضاء قام بورجس وبقية الطاقم بتغطية اللحية السوداء بغطاء لكي يرتاح بسبب الضرب الذي تلقاه، ولكن بعدها تعرض بورجس وبقية الطاقم إلى هزة قوية جدا من قبل رئيس الإدميرالات سينجوكو بنموذج بوذا، وقد نشأ قتال كبير بعدها بين تيتش وسينجوكو وتمكن تيتش من مواجهته وصد صدمة سينجوكو بفاكهة الزلزال وقد تدخل غارب وضرب جيسوس بورجيس، وبعد أن تدخل شانكس في الحرب الكبرى هو وطاقمه انسحب تيتش وبقية الطاقم.

### ما بعد الحرب
ذهب جميع الطاقم إلى العالم الجديد، بعد أن قاموا بسرقة ذهب جولري بوني، واقاموا صفقة مع الحكومة للحصول على سفينة كبيرة، ولكن شاهد القناص البارع فان أوغر الإدميرال أكاينو على متن البارجة البحرية، وقد هربوا جميعا تاركين بوني ليتم القبض عليها.

### بعد سنتين
و بعد سنتين أصبح بورجس أحد قؤاد قراصنة اللحية السوداء، وقد اكتسب سمعة سيئة، وأصبح قائد السفينة الأولى.

## معاركه
- جيسوس بورجس وفان أوغر ضد بورتغاس دي إيس

النتيجة: هرب بورجس وأوغر
- طاقم قراصنة اللحية السوداء ضد ماجيلان

النتيجة: فوز ماجيلان بسهولة
- قراصنة اللحية السوداء ضد إدوارد نيوجيت

النتيجة: فوز قراصنة اللحية السوداء وموت إدوارد نيوجيت
- اللحية السوداء ضد إدميرال الاسطول سينجوكو

النتيجة: انتهت بالتعادل
- قراصنة اللحية السوداء ضد قراصنة جولري بوني

النتيجة: فوز قراصنة اللحية السوداء
- جيسوس بورجس ضد مجموعة الكولسيوم الأولى

النتيجة: فوز بورجس بسهولة
- جيسوس بورجس ضد السمك المقاتل

النتيجة: فوز بورجس
- جيسوس بورجس ضد لوسي

النتيجة: فوز لوسي
- جيسوس بورجس ضد سابو

النتيجة: فوز سابو

## هوامش
اسمه يشبه اسم القرصان الحقيقي صامويل بورجيس

عيد ميلاده هو يوم عيد ميلاد المسيح واسمه جيسوس يعني يسوع.